# 裴顗
裴顗（？—479年），字彦齐，河东郡闻喜县（今山西省运城市闻喜县）人，刘宋、南齐官员。

## 生平
裴顗是广陵郡太守裴昭明共曾祖的堂弟，年少时就有独特的节操。泰始年间，裴顗在总明观听课，学业不比刘秉差，刘秉任命裴顗出任参军。昇明末年，裴顗出任奉朝请。齐的公府建立后，齐国世子妃裴惠昭需要外戚的谱牒，裴顗不给，于是和裴惠昭分开属籍。建元元年（479年）四月，齐高帝萧道成接受禅让建立南齐，裴顗上表历数齐高帝过往的恶行，留下官帽离去。齐高帝愤怒的杀死了裴顗。